# Rue Youri-Gagarine
La rue Youri-Gagarine (polonais : ulica Jurija Gagarina) est une rue de l'arrondissement de Mokotów à Varsovie.

## Sources
- (pl) Cet article est partiellement ou en totalité issu de l’article de Wikipédia en polonais intitulé « Ulica Jurija Gagarina w Warszawie » (voir la liste des auteurs).